# Kostermansia malayana
Kostermansia malayana är en malvaväxtart som beskrevs av Soeg. Reksod.. Kostermansia malayana ingår i släktet Kostermansia och familjen malvaväxter. Inga underarter finns listade i Catalogue of Life.

## Bildgalleri

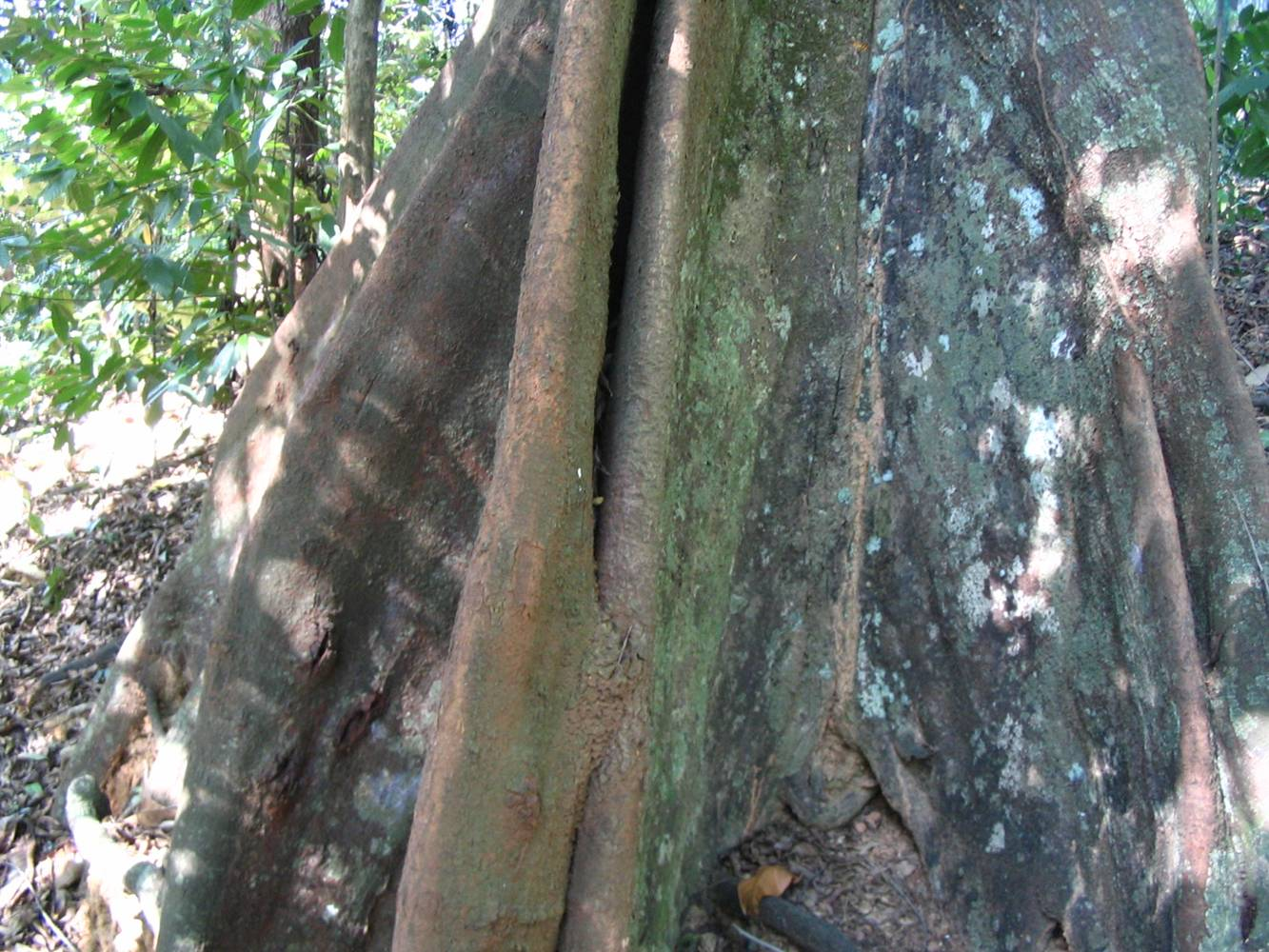
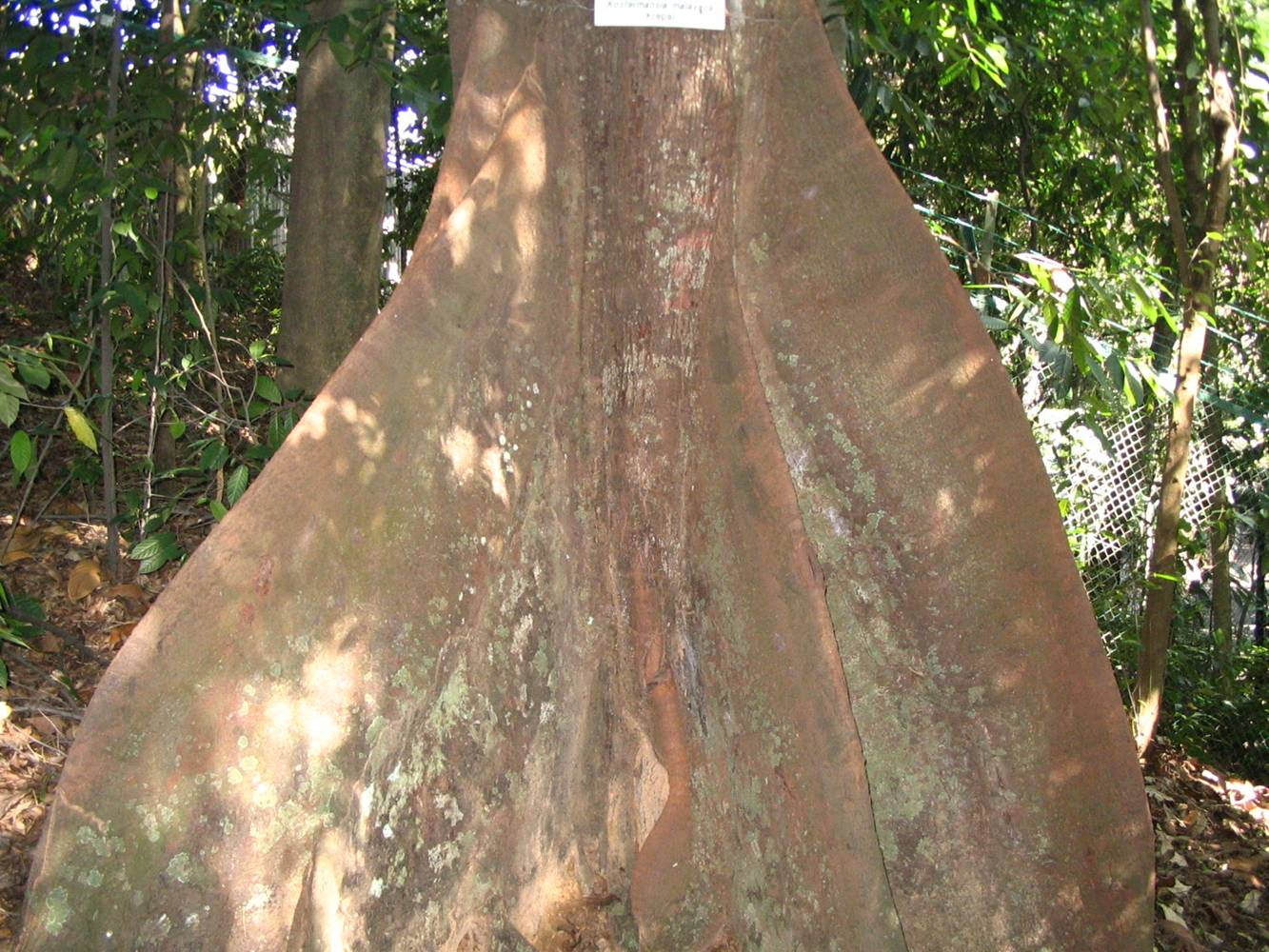